# 織田信敏
織田 信敏（おだ のぶとし）は、出羽国天童藩3代藩主、のち藩知事。官位は従五位下・兵部大輔。後に従三位。子爵。

## 生涯
2代藩主・織田信学の四男として江戸にて誕生。幼名は富久之助。文久3年（1863年）7月3日、父・信学の嫡子となる。
慶応4年（1868年）1月7日、鳥羽・伏見の戦いに勝利した新政府は徳川慶喜の征討令を発し、同時に諸藩に対して率兵上洛を命じた。2月26日、前年から形勢を伺い上洛を引き伸ばしていた父・信学は、病気を理由に嫡男の信敏を入洛させた。3月2日、新政府から奥羽鎮撫使先導役を命じられる。これに対し、藩士吉田大八を先導役名代とすることを願い、許可される。3月6日、信敏は明治天皇に拝謁した。3月19日、父の隠居により藩主となり、4月6日、従五位下兵部大輔に叙任する。
奥羽鎮撫使先導役名代となった吉田大八は、和平工作を活発に行った。しかし、奥羽鎮撫総督軍の挑発と庄内藩の反発という対立の構図を改めることはできなかった。閏4月4日、庄内藩が天童城下に攻め込み、城下はことごとく焼かれた。在国していた父信学とその家族らは、奥羽山脈を越えて仙台藩領へ逃げた。その途中、「山奥の炭焼き小屋で一夜を明かした」と、『天童市史』に記されている。
庄内藩の天童退去後、天童藩は吉田大八の主導で長瀞藩（現東根市）を襲撃するなどの反撃を試みた。しかし閏4月20日、奥羽鎮撫総督府参謀世良修蔵が仙台藩士に暗殺されると、奥羽の形勢は一気に佐幕に傾く。閏4月22日、こうした混乱の最中、信敏は天童陣屋に入る。なお同日、奥羽鎮撫使先導役の辞退を許可されている。閏4月25日、新政府から見舞金5千両を受ける。5月3日、東北諸藩は奥羽越列藩同盟を結成する。僅か2万石の天童藩に独自な行動は無理であり、新政府側を離れて同盟側に加わった。6月17日、奥羽鎮撫使先導役を務めた藩士吉田大八に切腹を命じた。以後、天童藩は秋田藩攻撃などに藩士を派遣する。
明治元年（1868年）9月18日、劣勢な同盟側を見限り、天童藩は新政府に降伏を申し入れる。10月16日、東京での謹慎を命じられる。11月2日、信敏は東京に移り、菩提寺の高林寺で謹慎した。12月7日、新政府は信敏に2000石の減知と隠居を命じ、12月17日、弟・寿重丸に家督を相続させた。明治2年（1869年）7月18日、寿重丸幼少の故をもって信敏の当主再承が認められて、天童藩知事となる。明治4年（1871年）7月14日、廃藩置県により天童藩知事を免職となる。この間、明治3年（1870年）11月17日、天童市舞鶴山に社殿を設け、織田家始祖である織田信長を祀った建織田社（たけしおりたしゃ）（後に建勳（たけいさお）神社に改称）を創建した。明治4年（1871年）9月8日、慶應義塾に入り、英学を学んだという。明治5年（1872年）、自邸が銀座大火に巻き込まれた。
明治7年（1874年）1月23日、宮内省に出仕、同年2月18日に依願退職する。明治17年（1884年）7月8日、子爵に叙爵。明治34年（1901年）6月6日、死去。享年48。

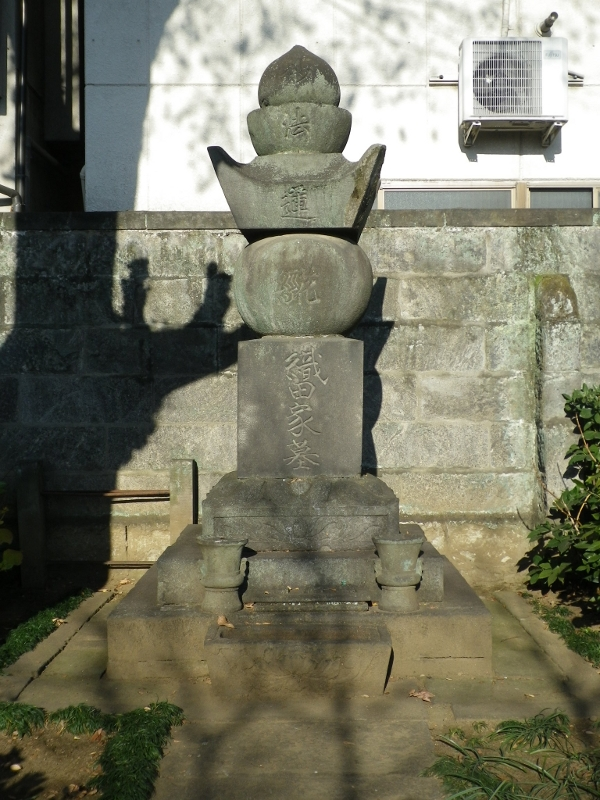
織田信敏・信恒の墓

## 家族
父母
- 織田信学（父）
- 徳 ー 側室（母）

妻
- 松前増子 ー 松前崇広の娘、後に離婚

子女
- 織田栄子（次女） ー 子爵織田信恒夫人

養子
- 織田寿重丸 ー 実弟
- 織田信恒 ー 相馬誠胤の長男

| 日本の爵位 | 日本の爵位                              | 日本の爵位    |
| ---------- | --------------------------------------- | ------------- |
| 先代 叙爵  | 子爵 （天童）織田家初代 1884年 - 1901年 | 次代 織田信恒 |